# Джон Поль Джонс
Джо́н По́ль Джонс спочатку Джон Поль, Джон Джо́нс, Чорний корсар, Іван Іванович Поль (англ. John Paul Jones; 6 липня 1747, Королівство Великої Британії — 18 липня 1792, Париж, Французьке королівство) — національний герой США, один із засновників американських ВМС, контр-адмірал російського флоту (1788), командувач вітрильної флотилії Чорного моря, почесний козак Війська Запорозького Низового. Брав активну участь у російсько-османській війні 1787—1792 років за південну Україну і Чорноморське узбережжя.

## Біографія

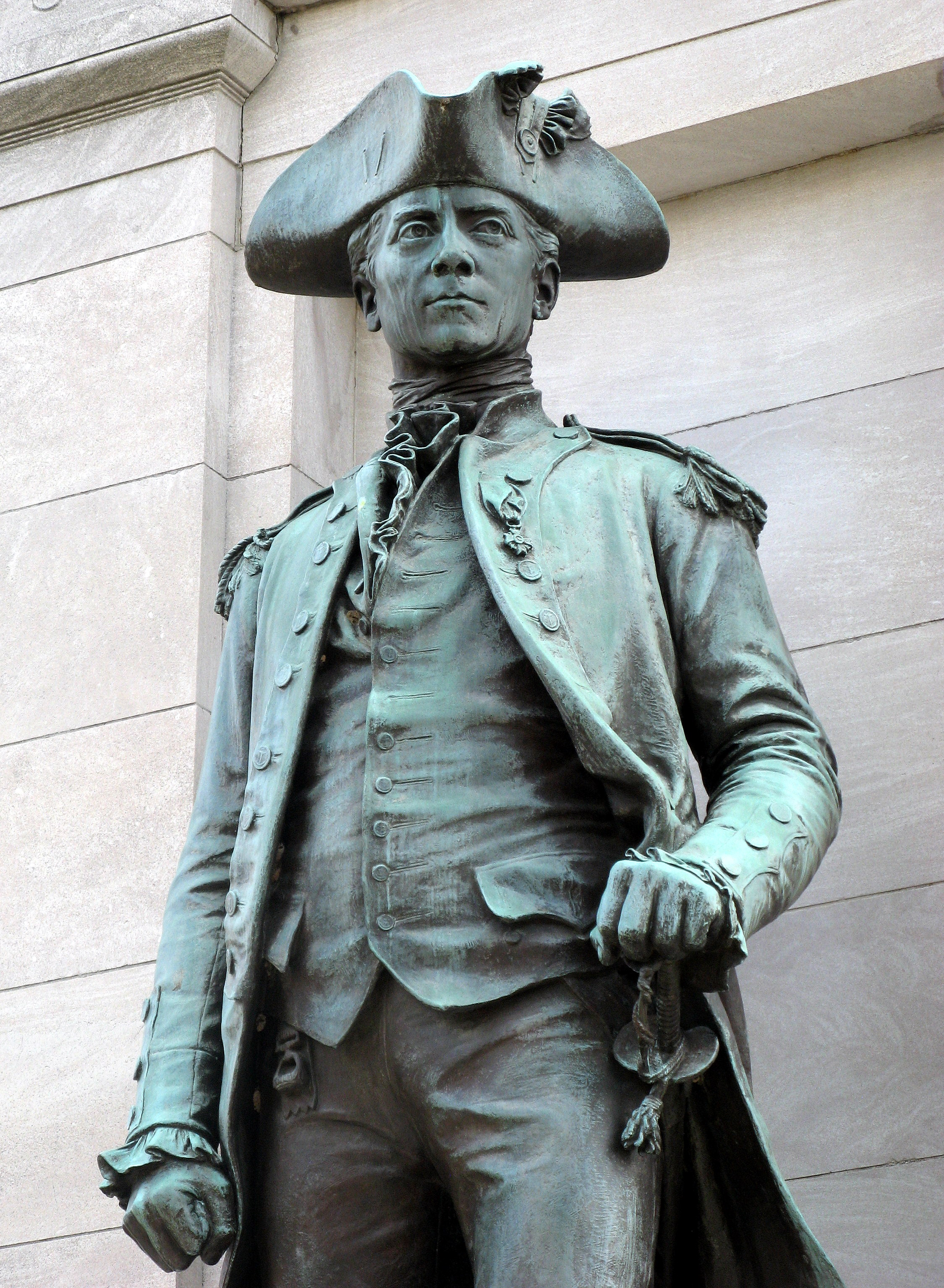
Пам'ятник Джону Полю Джонсу у Вашингтоні

Джон Поль — народився у Королівстві Великої Британії 1747 року. Пізніше додав прізвище Джонс. У 13 років він юнгою пішов на судно, через п'ять років став старшим помічником капітана, а в 21 рік — капітаном і власником трьох суден, що негласно промишляли работоргівлею.
1772 року Поль Джонс прибув до Філадельфії. 1773 року, після смерті старшого брата, успадкував його плантацію, продав свої судна та розпустив команди.

### Війна за незалежність
У грудні 1775 року на борту корабля «Альфред» отримав чин першого лейтенанта Континентального флоту США, та підняв на ньому прапор Конгресу. Командував кораблями «Провіденс», «Альфред» та «Рейнджер» на яких провадив операції проти британських торгових суден.
Ходив поблизу узбережжя Королівства Великої Британії. За сприяння уряду Французького королівства, отримав базу в Дуврі, озброював французькими гарматами захоплені британські судна та набирав у Франції команди. Під чорними вітрилами, уночі атакував британський військовий порт Уайтхевен, підпалив караван, узяв здобич (на суднах каравану мали везти платню британському експедиційному корпусу в Америці), та повернувся у Дувр. За цю операцію його прозвали Чорним Корсаром.
У серпні 1779 року Поль Джонс одержав офіційний чин капітана 1-го рангу, під його проводом було вже п'ятнадцять суден з'єднаної американсько-французької ескадри. У грудні того ж року ескадра атакувала британський військовий порт Ліверпуль.
У 1782 році Поль Джонс захопив британський корвет, що частину здобичі він віддавав Конгресу через американського посла в Парижі. Король Людовик XVI особисто вручив капітану золоту шпагу з алмазами й орден святого Луї. Британський експедиційний корпус, не отримуючи підкріплення та постачання, затиснутий американськими повстанцями, пішов на мирну угоду, і в 1783 році Конгрес святкував перемогу.
Поль Джонс захопив загалом 56 британських торгових суден і до кінця Війни за незалежність дослужився до звання комодора, яке в Сполучених Штатах відповідало контр-адміралу в Європі.
1783 року Поль Джонс командував лінійним 74-гарматним кораблем «Америка». Цей корабель Конгрес вирішив передати Франції замість затонулого корабля «Ле Магніфік». Поль Джонс оселився у власному будинку в Парижі.

### На службі Російської імперії
Готуючись до нової російсько-османської війни та не маючи на Чорному морі, окрім Лиманської гребної флотилії, власних сил, імператриця Катерина II звернула увагу на Чорного корсара. Російський посол при Людовикові XVI Іван Смолін (Симолін) одержав термінову вказівку запросити його на російську імператорську військово-морську службу.
23 квітня 1788 року Пол Джонс приїхав у Санкт-Петербург. З рук Катерини ІІ він отримав патент на чин контр-адмірала за її власноручним підписом, але на ім'я Павла Джонеса (Pavel Dzhones). Під цим ім'ям він і прибув до Херсона, у травні 1788 року, в розпорядження Григорія Потьомкіна.
Брав участь у військових діях, під час російсько-османської війни 1787—1792 років, разом із Чорноморською козацькою флотилією під командуванням Сидора Білого та Антона Головатого. Командував вітрильною ескадрою в Дніпровсько-Бузькому лимані.
Двічі відвідував козацький табір. Близько познайомився з кошовим Сидором Білим та старшиною. Пола Джонса нарекли Павлом та урочисто прийняли у запорожці. Йому подарували козацьку шапку, червоний кунтуш і шаровари, чоботи, пояс з пістолетами, люльку і дорогу османську шаблю.
Джонс потім часто одягав козацьке вбрання та смалив козацьку люльку. У козацькому вбранні адмірал воював на своєму 24-гарматному флагманському кораблі «Володимир». Нагороджений орденом Святої Анни.
Проте, в особистому листі імператриці Григорій Потьомкін писав: «Поль Джонс пропустив під носом у себе три судна турецькі. Я йому наказав спалити, але він двічі вертався назад, боявся турецьких гармат. Дав я йому ордер, щоб цю справу залишив, а наказав запорожцям. Полковник Головатий з 50 козаками негайно спалив».
Джонсу запропонували посаду командувача Балтійського флоту. Але невдовзі Поль Джонс відмовився від служби Російській імперії.

### Останні роки
У травні 1790 року він знову оселився в Парижі. В Единбурзі вийшли його мемуари, які послужили Фенімору Куперу й Олександру Дюма матеріалом для написання пригодницьких романів.
У червні 1792 року Джонса призначено консулом США. Проте 18 липня 1792 року він несподівано помер у Парижі. Його тіло було покладене у герметичну труну і залито спиртом.
1905 року заспиртоване тіло переправлено до США і з найвищими почестями перепоховано на території військово-морської академії в присутності президента Теодора Рузвельта.

## Крилате висловлювання Джона Поля Джонса
Крилатою стала відповідь Джона Поля Джонса на вимогу британців здатися. 23 вересня 1779, його корабель «Добряк Річард» (англ. «Bonhomme Richard»), названий на честь друга Джонса Бенджаміна Франкліна, що мав такий самий літературний псевдонім, напав на сильний британський фрегат «Serapis» біля узбережжя Королівства Великої Британії. Британці, маючи краще озброєння, артилерійським вогнем знесли палубу й убили половину команди американців. Капітан британського корабля Пірсон запропонував Джону Полю Джонсу здатися. На що той відповів: «Сер, я ще не починав битися» (англ. Sir, I have not yet begin to fight!), — й організував абордаж. У підсумку в полон потрапила вся британська команда і транспортовані на кораблі скарби.

## Вшанування пам'яті
- Пам'ятник Джону Полю Джонсу у Вашингтоні
- Пам'ятний знак Джону Полю Джонсу і полковнику Опанасу Ковпаку в Старій Збурівці в гирлі Дніпра (Голопристанський район Херсонської области), відкритий у жовтні 2016 року.[3]
- 9258 Джонполджонс — астероїд, названий на честь воїна[4].